# نماهای دو پوسته

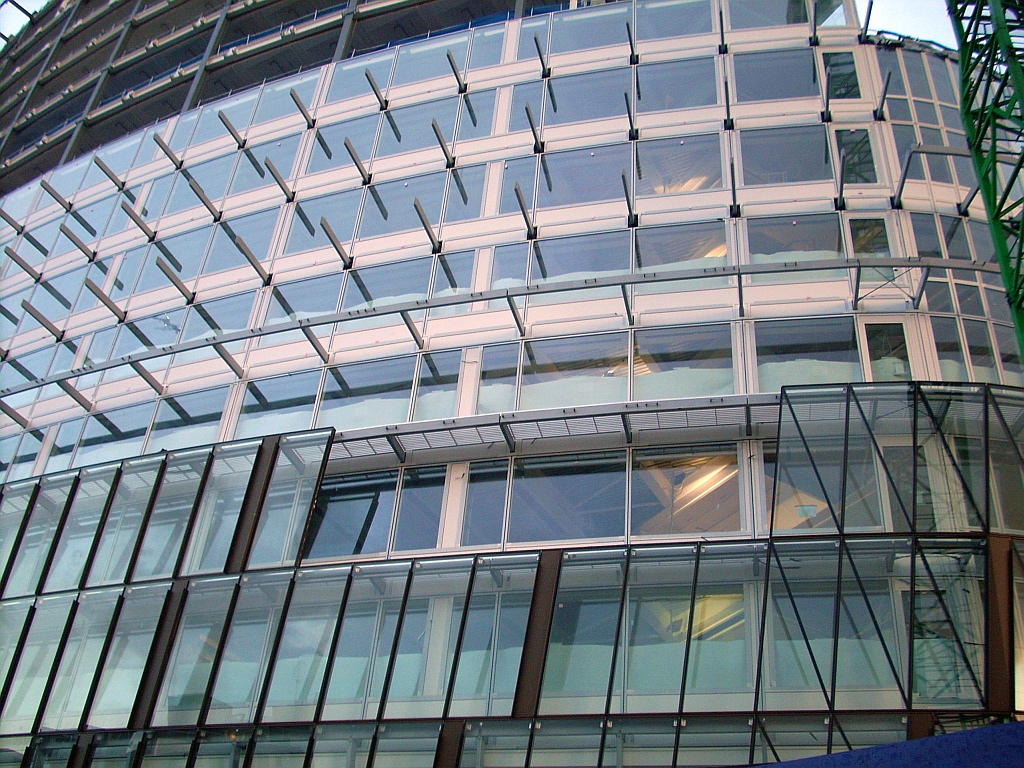
A Waagner-Biro double-skin façade being assembled at One Angel Square, Manchester. The brown outer facade can be seen being assembled to the inner white façade via struts. These struts create a walkway between both 'skins' for ventilation, solar shading and maintenance.

یک نمایه دو لایه (انگلیسی: Double-skin facade) است که در منچستر ساخته شده ‌است. لایه قهوه‌ای بیرونی به وسیله یک داربست به لایه سفید داخلی وصل شده است. داربست یک فضای عبور و مرور بتنی بین دو لایه برای بارگیری و استفاده از سایه خورشیدی و تعمیرات ایجاد می‌کنند.
نمایه دولایه شامل دو لایه است که یک فضای خالی جریان هوا بین آن‌ها وجود دارد. بادگیری این حفره می‌تواند به صورت طبیعی یا با پنکه و مکانیکی صورت گیرد، جدا از در نظرگیری نوع حفره خالی بین دو لایه مقصد ورود باد به شرایط هوایی و نحوه استفاده، مکان و زمان استفاده از ساختمان و استراتژی HVAC بستگی دارد.
پوشش شیشه‌ای می‌تواند تک جداره یا دو جداره با فاصله بین بیست سانتی‌متر تا دو متر باشد، معمولاً برای محافظت و خارج کردن حرارت در دوره‌های هوایی سرد یک سری وسایل خورشیدی در داخل حفره جایگذاری می‌کنند.

## تاریخچه

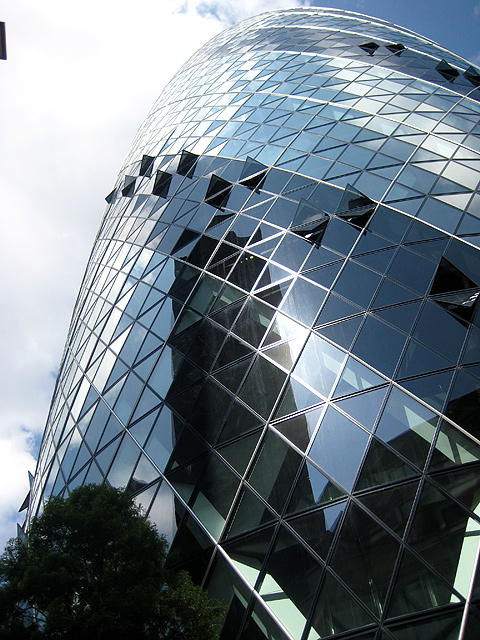
The Gherkin in London. Windows open on the outer skin to allow air to enter the cavity between the inner and outer skin.

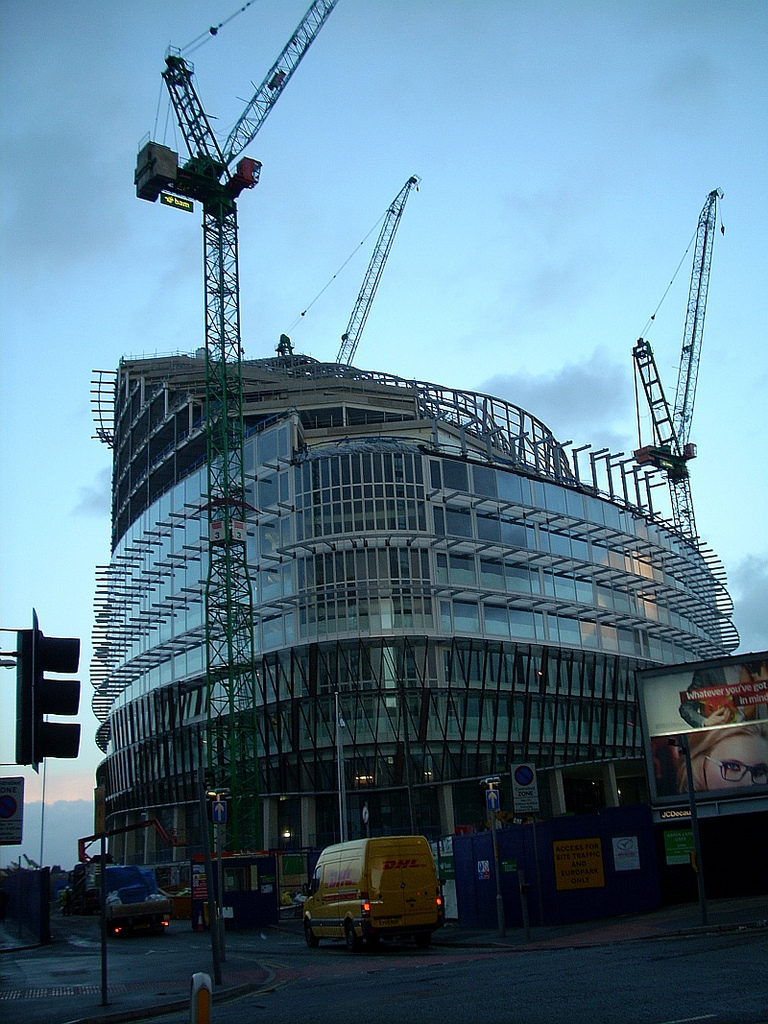
One Angel Square in Manchester. The use of a double skin is evident in construction.

اولین مفهوم نماهای دوجداره توسط یک معمار سوئیسی–فرانسوی در قرن بیستم ارائه شد. او ایده خود را «دیوار طبیعی» نام‌گذاری کرده، ایده او شامل جایگذاری لوله‌های سرد و گرم در بین لایه‌های شیشه‌ای بود، از ایده او در پروژه‌های مختلفی مثل … استفاده شده‌است. مهندسان آمریکایی اعلام کردند که این سیستم انرژی بیشتری از دیگر سیستم‌های هوایی رایج استفاده می‌کند ولی اعلام کرد در صورت استفاده از سیستم‌های خورشیدی حرارتی این سیستم نمای دولایه بسیار بهتر عمل می‌کند، در نیویورک از این استفاده شده‌است، این ساختمان یک نمایه دو لایه دارد که (Alfred Loomis) در ساختمان فضای خالیه بین لایه‌ها دو فوت عمق دارد، هدف از استفاده از سیستم دو لایه در اینجا حفظ درجه بالایی از رطوبت داخل بود.
یکی از اولین مثال‌های مدرن که با استفاده از این روش ساخته شده ساختمان است، این ساختمان که به صورت یک مکعب شیشه‌ای است Occidental Chemical از یک فضای چهار فوتی بین لایه‌های شیشه‌ای برای گرماسازی در زمستان استفاده کرده‌است، اخیراً در طراحی ساختمان‌ها از این روش بسیار استفاده شده، چرا که این روش در کاهش انرژی و بهینه کردن مصرف انرژی در ساختمان‌ها بسیار مفید است .. دوتا از ساختمان‌هایی هستند که از این روش نمای دو لایه استفاده کرده‌اند، هر دو این ساختمان‌ها محیط زیستی با توجه به در نظرگیری سایز ساختمان بسیار حائز اهمیت است.
پنجره‌های مثلث شکلی بر روی پوسته خارجی دارد، Gherkin ساختمان این پنجره‌ها با توجه به وضعیت آب و هوایی و اطلاعات ساختمان باز می‌شوند که اجازه ورود و خروج جریان هوا برای بادگیری را به ساختمان می‌دهند.

## نمونه موردی
دوتا از ساختمان‌هایی هستند، که از این روش نمای دو لایه استفاده کرده‌اند، هر دو این ساختمان‌ها محیط زیستی با توجه به در نظرگیری سایز ساختمان بسیار حائز اهمیت است. پنجره‌های مثلث شکلی بر روی پوسته خارجی دارد، Gherkin ساختمان این پنجره‌ها با توجه به وضعیت آب و هوایی و اطلاعات ساختمان باز می‌شوند که اجازه ورود و خروج جریان هوا برای بادگیری را به ساختمان می‌دهند.

## جزئیات اجرایی
حفره خالی بین دو دیوار ممکن است به صورت طبیعی یا مکانیکی به وجود آمده باشد، در هوای سرد خورشیدی بین دو لایه پرده‌ای ایجاد حرارت به گردش در می‌آید و در هوای گرم دریافت خورشیدی کاهش داده می‌شود، در هر دو مورد فرض بر این است که مقدار بیشتری از عایق با استفاده از این روش در مقایسه با روش قدیمی به دست می‌آید، مطالعات اخیر حاکی از این است که عملکرد انرژی ساختمان‌هایی که نمای دولایه دارند در سرما و گرما و در فصل‌های سرد و گرم با استفاده از بهینه‌سازی سیستم تهویه بسیار بهتر می‌شود.

## انتقادها
مزیت‌های استفاده از ساختمان‌ها با نمای دو لایه بر ساختمان‌های با نمای یک لایه هنوز کاملاً مشخص و واضح نیست. عایق بندی مشابهی را می‌توان فقط با استفاده از ساختمان‌های قدیمی با پنجره‌های کمتر به دست آورد، حفره یا فضای خالی باعث می‌شود فضای کف کاهش یابد و بسته به روش عایق بندی حفره ممکن است، مشکلاتی از قبیل چگالی، کثیفی و سرو صدا را به همراه داشته باشد.
مدل‌سازی نمای دولایه بسیار مشکل است بخاطر تغییر خواص انتقال حرارت در داخل حفره، مدل‌سازی عملکرد انرژی و پیش‌بینی بانک اطلاعات.

## خلاصه‌ای از موضوع
خلاصه‌ای از اطلاعات در مورد ساختمان‌های با نمای دو لایه توسط Harris Poirazis ارائه شده‌است، هدف اصلی گزارش تعریف مفهوم نمای دو لایه بر اساس اطلاعات مختلف موجود است، این خلاصه شامل تعریف مفهوم، تاریخچه و انواع دسته‌بندی‌های مختلف این نوع ساختمان‌ها است. محدودیت‌ها و معایب این نوع سیستم امکانات تعریف شده، روش‌های مدل‌سازی نیز بحث شده، و در آخر پنجاه مورد مطالعه موردی انجام شده.
به منظور استفاده از این گزارش در SHC IEA Task 34/ECBCS Annex 43 مطالعات وسیعی از نحوه مدل‌سازی و روش‌های (دی اس اف) به خلاصه موجود اضافه شد، مشکلات مدلسازی شامل جریان هوا و مدلسازی حرارتی است، در این انواع مختلف نماهای دو لایه انجام شده و نتایج برای انتگرال‌گیری در شرایط نوردیک نتیجه‌گیری شده‌است.